# برایان رویز (بازیکن فوتبال)
برایان رویز (انگلیسی: Braian Ruíz؛ زادهٔ ۵ فوریهٔ ۱۹۹۸) بازیکن فوتبال اهل آرژانتین است.
از باشگاه‌هایی که در آن بازی کرده‌است می‌توان به باشگاه فوتبال اتلتیکو تیگره اشاره کرد.